# Meir Tobianski

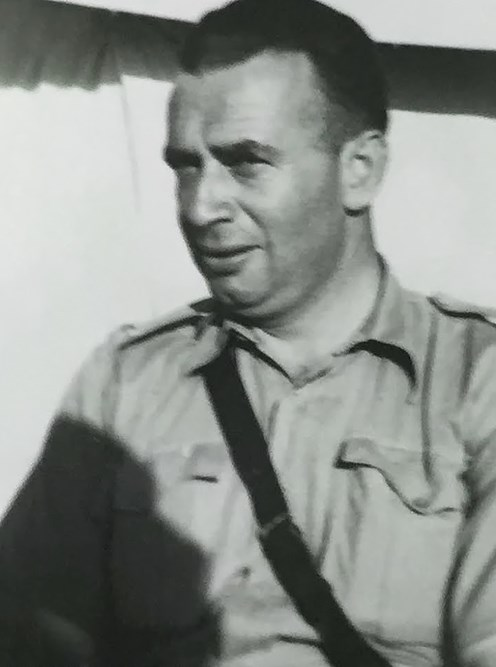
Meir Tobianski

Meir Tobianski (hebreiska: מאיר טוביאנסקי), född 20 maj 1904 i Kaunas, Litauen, död 30 juni 1948, var en officer i Israels försvarsmakt som avrättades för förräderi på order av Isser Be'eri, chef för Israels militära underrättelsetjänst. Bevisen bestod av indicier och ett år efter avrättningen blev han friad från alla anklagelser.
Tobianski är tillsammans med Adolf Eichmann de enda personerna som blivit avrättade av Israel.